# جغرافيا فنزويلا

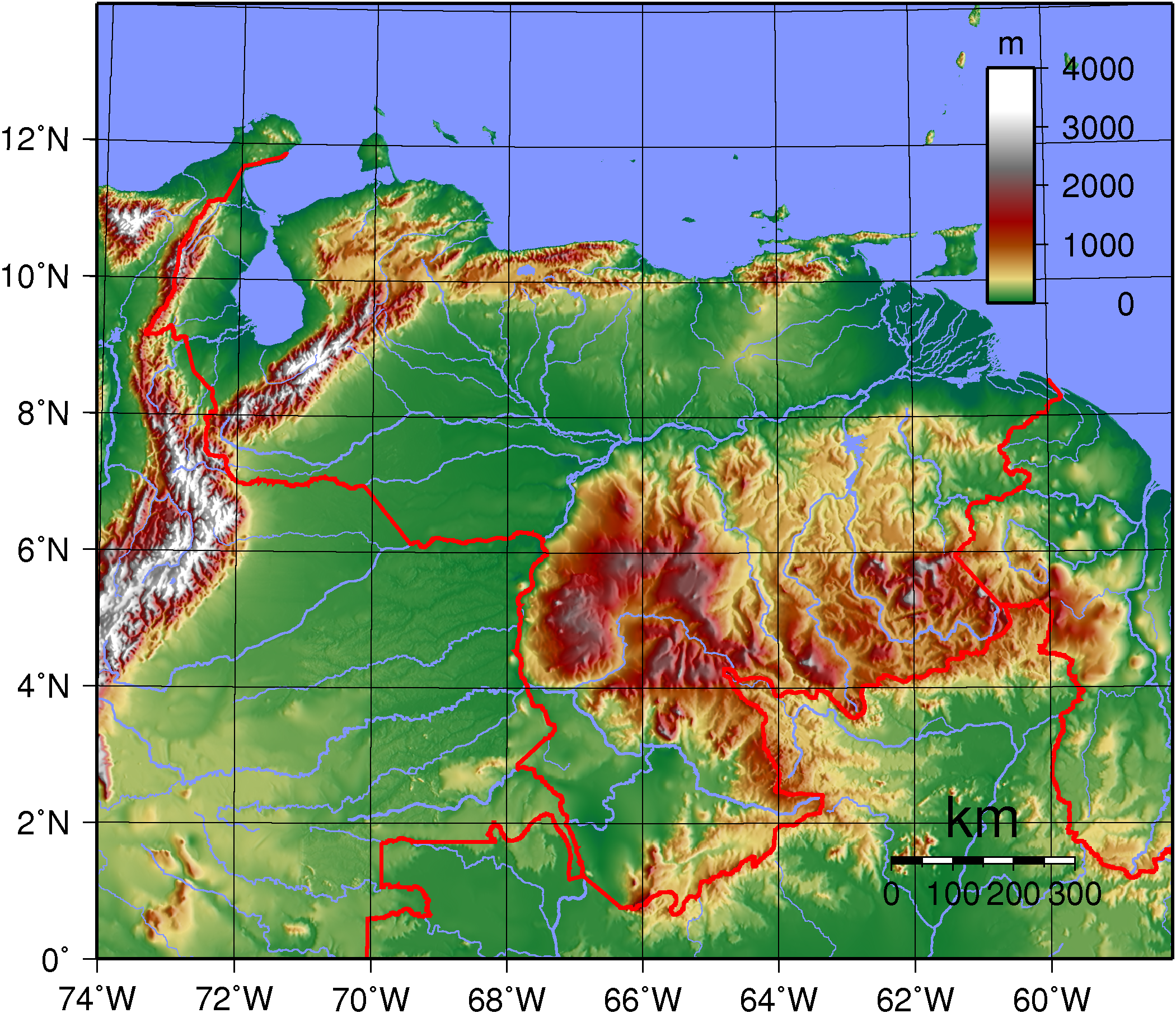
الخريطة الطبوغرافية لفنزويلا

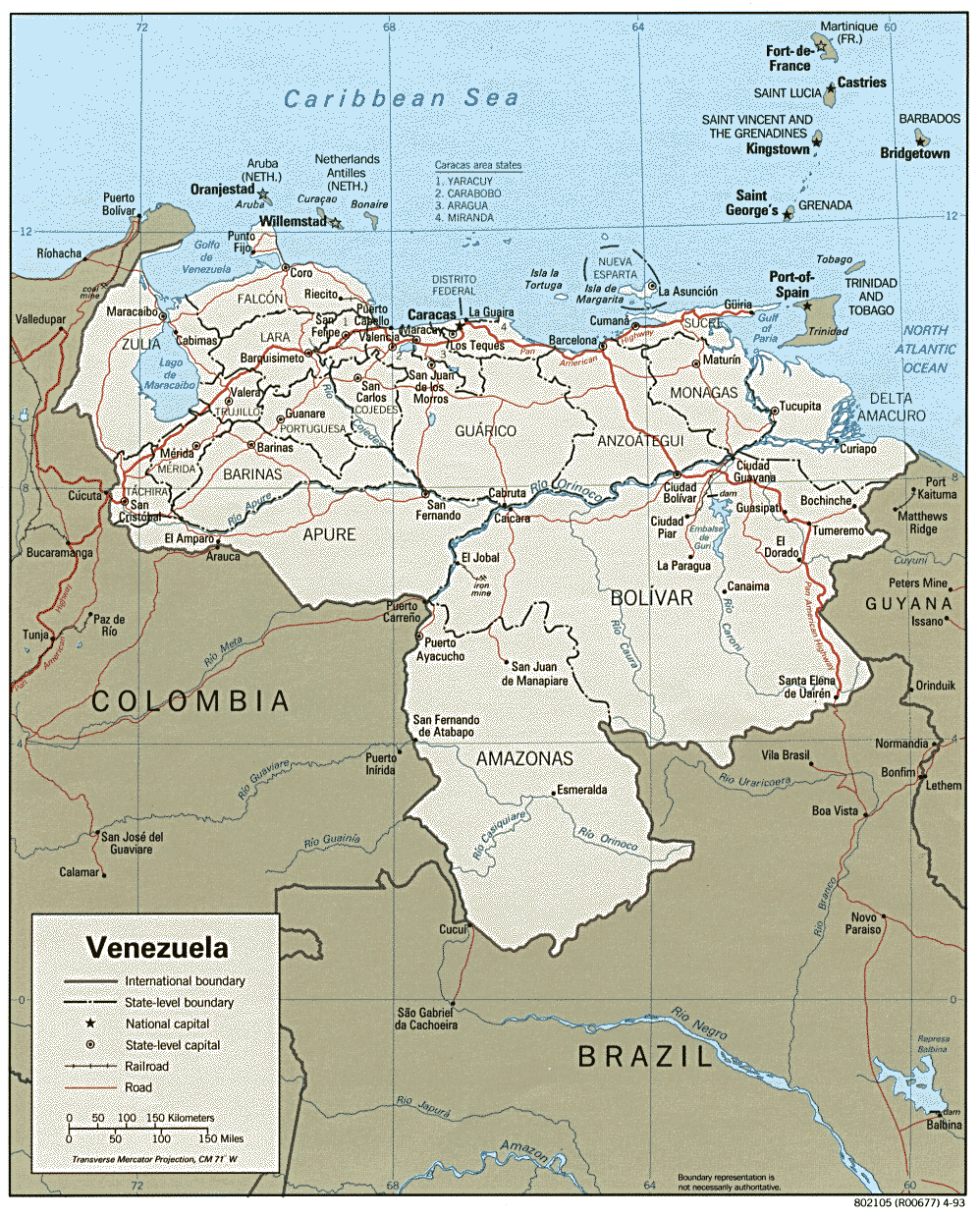
الخريطة السياسية فنزويلا

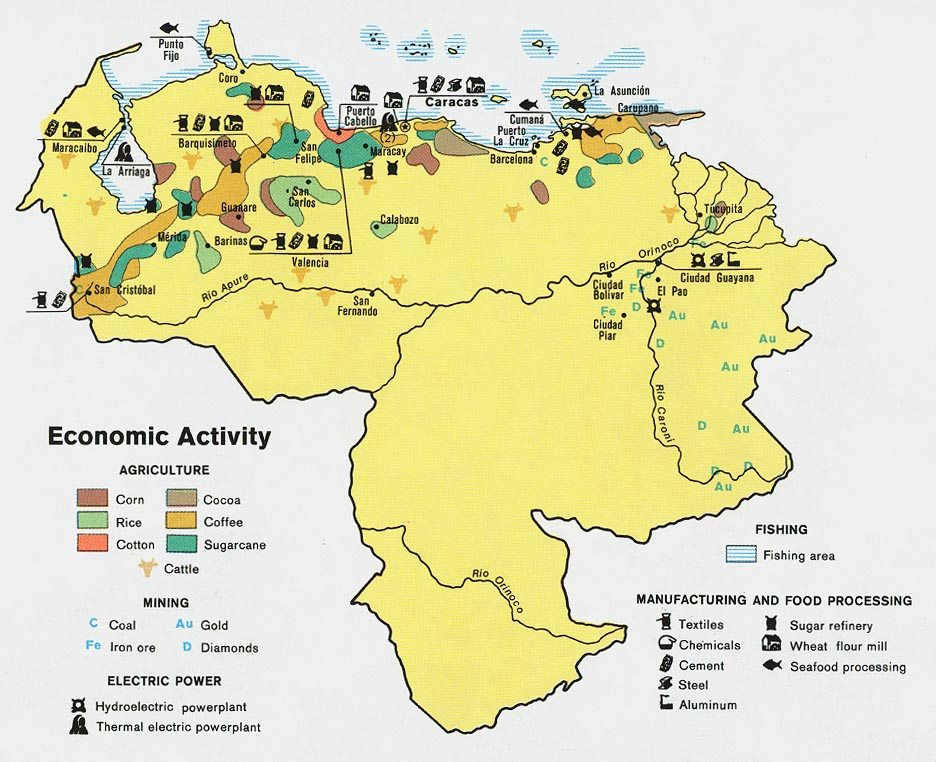
خريطة النشاط الاقتصادي لفنزويلا ، 1972

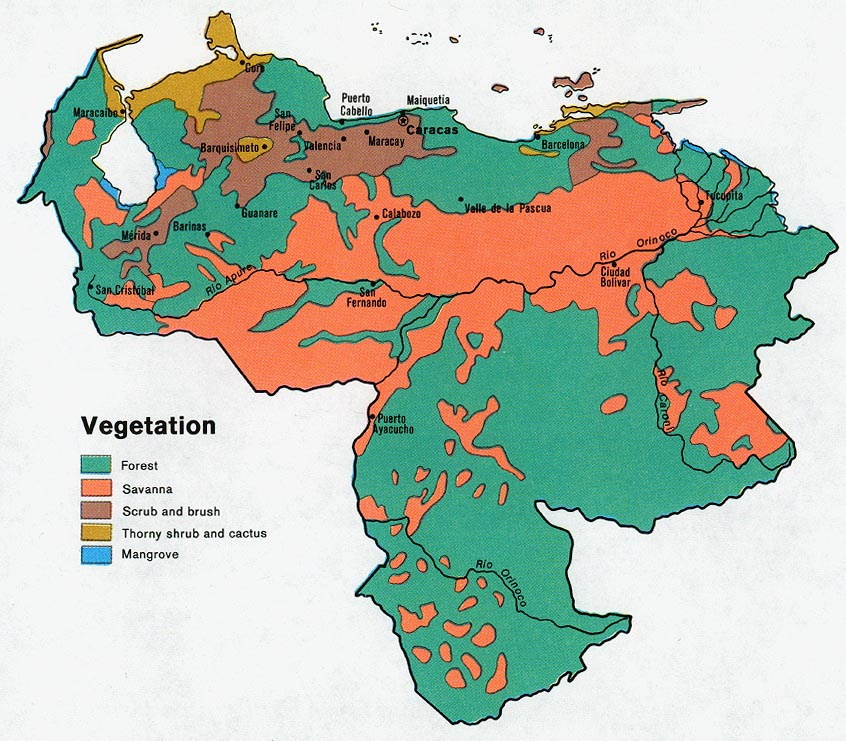
خريطة الغطاء النباتي لفنزويلا ، 1972

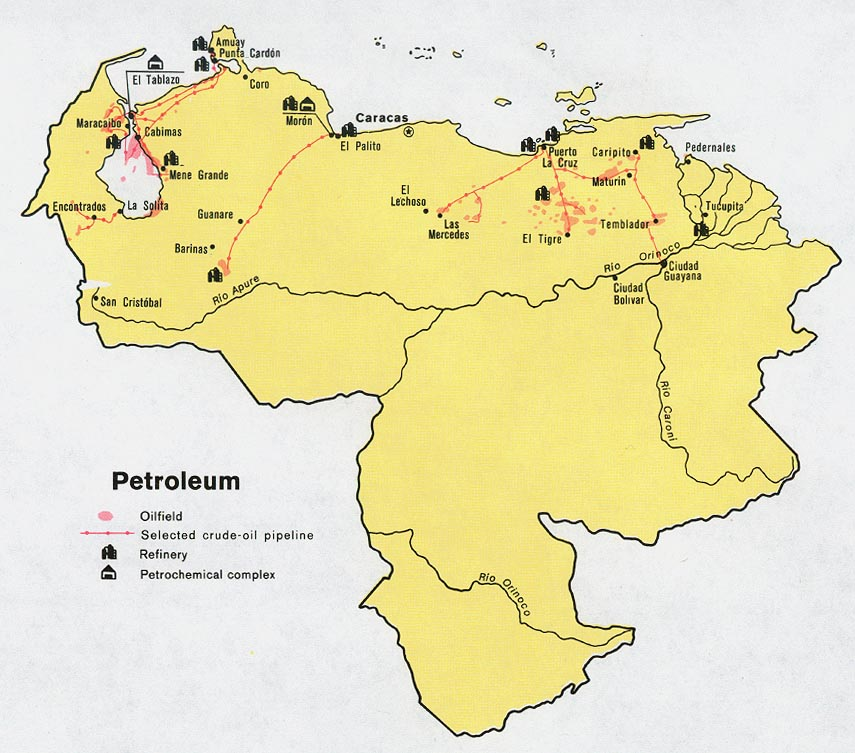
خريطة بترول فنزويلا ، 1972

فنزويلا، دولة في أمريكا الجنوبية، يحدها البحر الكاريبي وشمال المحيط الأطلسي، بين كولومبيا وغيانا. تقع على الطرق البحرية والجوية الرئيسية التي تربط أمريكا الشمالية والجنوبية. تقع فنزويلا في أقصى شمال أمريكا الجنوبية، وتبلغ مساحتها الإجمالية 916,445 كيلومتر مربع (353,841 ميل2) ومساحة 882,050 كيلومتر مربع (340,560 ميل2). إنها الدولة رقم 32 من حيث الحجم، أي ضعف مساحة ولاية كاليفورنيا. على شكل مثلث مقلوب تقريبًا، تمتلك البلاد خطاً ساحلياً يبلغ طوله 2,800 كيلومتر (1,700 ميل). ويحدها من الشمال: البحر الكاريبي والمحيط الأطلسي، ومن الشرق جويانا، ومن الجنوب البرازيل، ومن الغرب كولومبيا. احتلت المرتبة 55 بين أكبر منطقة اقتصادية خاصة بمساحة ( 471,507) كيلومتر مربع و(182,050) ميل مربع. تقع أراضيها البحرية على الحدود مع ترينيداد وتوباغو، دومينيكا، وجمهورية الدومينيكان، غرينادا، سانت كيتس ونيفيس، سانت فنسنت وجزر غرينادين، فرنسا، والمملكة المتحدة، وهولندا، والولايات المتحدة.

## الطبوغرافيا
يصف معظم المراقبين فنزويلا من حيث أربع مناطق محددة جيدًا:الأراضي المنخفضة ماراكايبو في الشمال الغربي، والجبال الشمالية الممتدة في قوس واسع بين الشرق والغرب من الحدود الكولومبية على طول البحر الكاريبي، وسهول أورينوكو الواسعة ( يانوس ) في وسط فنزويلا، ومرتفعات غويانا عالية التشريح في الجنوب الشرقي.
تتشكل الأراضي المنخفضة في ماراكايبو بشكل بيضاوي كبير على شكل ملعقة تحدها الجبال من ثلاثة جوانب عالية ومفتوحة على منطقة البحر الكاريبي في الشمال.المنطقة منبسطه بشكل ملحوظ مع منحدر خفيف فقط باتجاه المركز وبعيدًا عن الجبال التي تحد المنطقة.واحتلت بحيرة ماراكايبو الكثير من الأراضي المنخفضة.المناطق المحيطة بالجزء الجنوبي من بحيرة ماراكايبو غارقة في المستنقعات، وعلى الرغم من الأراضي الزراعية الغنية ورواسب البترول الكبيرة، كانت المنطقة لا تزال قليلة السكان في عام 1990.

## مناخ
على الرغم من وقوع البلاد بالكامل داخل المناطق المدارية، يختلف مناخها من استوائي رطب إلى جبال الألب، اعتمادًا على الارتفاع والتضاريس واتجاه وشدة الرياح السائده. تتميز التغيرات الموسمية بدرجة حرارة أقل من هطول الأمطار. تتميز معظم البلاد بموسم ممطر مميز : الفترة الممطرة (مايو حتى نوفمبر) يشار إليها عادة باسم الشتاء والباقي من العام الصيف.
تتراوح متوسط كميات الأمطار السنوية في الأراضي المنخفضة والسهول من 180 ميل متر و (7) بوصة و قاحلة في شبه جزيرة باراغوانا - الجزء الأكثر جفافا من أمريكا الجنوبية خارج القطر القاحل - إلى حوالي 1,000ميل متر و(39) بوصة في دلتا أورينوكو وحتى 2,200 مليمتر (87 بوصة) أو أكثر في لوس لانوس وأمازوناس . يختلف هطول الأمطار في المناطق الجبلية اختلافًا كبيرًا. تتلقى الوديان المحمية القليل من الأمطار، لكن المنحدرات المعرضة للرياح التجارية الشمالية الشرقية تتعرض لسقوط أمطار غزيرة. يبلغ متوسط عدد كاراكاس 910 ميل متر و(36) بوصة لهطول الأمطار سنويًا، مع هطول أمطار قليلة جدًا من يناير إلى مارس.
تقع الدولة في أربع مناطق درجة الحرارة فيها تعتمد بشكل أساسي على الارتفاع. في المنطقة الاستوائية - أقل من 800 متر و (2,600) قدم درجة حرارة ساخنة، بمتوسطات سنوية تتراوح بين 26 و 28 °م (79 و 82 °ف) . تتراوح المنطقة المعتدلة بين 800 و2,000 متر (2,600 و6,600) قدم بمتوسط من 12 إلى 25 °م (54 إلى 77 °ف) تقع العديد من مدن فنزويلا، بما في ذلك العاصمة، في هذه المنطقة. ظروف أكثر برودة مع درجات حرارة من 9 إلى 11 °م (48 إلى 52 °ف) في المنطقة الباردة بين 2,000 و 3,000 (6,600 و 9,800) قدم. المراعي وحقل الثلج الدائم بمتوسط سنوي أقل من 8 °م (46 °ف) تغطي الأرض فوق 3,000 متر و (9,800) قدم في المناطق الجبلية العالية المعروفة باسم باراموس.

## الهيدروغرافيا
يعد نهر أورينوكو أهم نهر من بين أكثر من (1000) نهر في البلاد. يتدفق نهر أورينوكو أكثر من (2500) كيلومتر إلى المحيط الأطلسي من منبعه في مرتفعات غويانا على الحدود البرازيلية، وهو ثامن أكبر نهر في العالم وأكبر نهر في أمريكا الجنوبية بعد نهر الأمازون. يختلف تدفقه بشكل كبير حسب الموسم، حيث تجاوز منسوب المياه المرتفع في أغسطس بما يصل إلى ثلاثة عشر مترًا المستويات المنخفضة لشهري مارس وأبريل. خلال فترات انخفاض المياه، يشهد النهر إرتفاعًا وإنخفاضاً في المد والجزر لأكثر من 100 كيلومتر من سيوداد غوايانا.
بالنسبة لمعظم مسار النهر، يكون الانحدار طفيفًا.في اتجاه مجرى النهر من منابعه، ينقسم إلى قسمين: يمر ثلث تدفقه عبر برازو كاسيكياري (قناة كاسيكياري) إلى أحد روافد الأمازون، ويمر الباقي إلى قناة أورينوكو الرئيسية. يسمح هذا الممر للسفن ذات المسودات الضحلة بالتنقل من نهر أورينوكو السفلي إلى نظام نهر الأمازون بعد التفريغ وإعادة التحميل على جانبي شلالين على نهر أورينوكو على طول الحدود الكولومبية.
تتدفق معظم الأنهار المرتفعة في الجبال الشمالية بإتجاه الجنوب الشرقي إلى ريو أبوري، أحد روافد نهر أورينوكو.من منبعها، تعبر أبوري عن يانوس في إتجاه الشرق عمومًا. يتدفق عدد قليل من الأنهار إليه من المنطقة سيئة الصرف جنوب النهر ومعظم هذه المنطقة بالقرب من الحدود الكولومبية عبارة عن مستنقعات.
النهر الفنزويلي الرئيسي الآخر هو نهر كاروني السريع التدفق، الذي ينبع من مرتفعات غويانا ويتدفق شمالًا إلى أورينوكو عند المنبع من سيوداد جويانا.إن نهر كاروني قادر على إنتاج نفس القدر من الطاقة الكهرومائية مثل أي نهر في أمريكا اللاتينية، وقد ساهم بشكل كبير في إنتاج الطاقة الكهربائية في البلاد.كانت الكهرباء المولدة نهر من كاروني أحد العوامل التي شجعت التصنيع في الجزء الشمالي من مرتفعات غيانا ووادي أورينوكو السفلي.
تحتل بحيرة ماراكايبو المنطقة المركزية البالغة 13500 كيلومتر مربع من الأراضي المنخفضة لماراكايبو.تحتوي الشواطئ المنخفضة المستنقعية للبحيرة والمناطق الواقعة أسفل البحيرة نفسها على معظم رواسب البترول الغنية في فنزويلا.البحيرة ضحلة، ويبلغ متوسط عمقها عشرة أمتار، وتفصلها عن البحر الكاريبي سلسلة من الجزر والحواجز الرملية.في عام 1955،تم قطع قناة بطول 7.5متر عبر الحواجز الرملية لتسهيل الشحن بين البحيرة ومنطقة البحر الكاريبي. كما تسمح القناة للمياه المالحة بالاختلاط بالمياه العذبة المصفرة للبحيرة، مما يجعل الأجزاء الشمالية قليلة الملوحة وغير صالحة للشرب أو الري.

## النقاط المتطرفة
- أقصى نقطة في الشمال - جزيرة أفيس
- أقصى نقطة في الشمال (البر الرئيسي) - كيب سان رومان
- أقصى نقطة في الجنوب - الحدود مع البرازيل ، بلدية ريو نيغرو، أمازوناس
- أقصى نقطة في الغرب - الحدود مع كولومبيا ، ولاية زوليا
- أقصى نقطة في الشرق - الحدود مع غيانا ، بالقرب من ساحل البحر الكاريبي، ولاية دلتا أماكورو
- أعلى نقطة - بيكو بوليفار : 5,007 م
- أدنى نقطة - البحر الكاريبي: 0 م